# Odontocera
Odontocera es un género de escarabajos longicornios de la subfamilia Cerambycinae.

## Especies
- Odontocera albicans (Klug, 1825)
- Odontocera albitarsis Melzer, 1922
- Odontocera annulicornis Magno, 2001
- Odontocera armipes Zajciw, 1963
- Odontocera aurocincta arizonensis Linsley, 1961
- Odontocera aurocincta Bates, 1873
- Odontocera auropilosa Tippmann, 1953
- Odontocera barnouini Peñaherrera & Tavakilian, 2003
- Odontocera beneluzi Peñaherrera & Tavakilian, 2003
- Odontocera bettyae Bezark, Martins & Santos-Silva, 2013
- Odontocera bilobata Zajciw, 1965
- Odontocera bisulcata Bates, 1870
- Odontocera buscki Fisher, 1930
- Odontocera chrysostetha Bates, 1870
- Odontocera cinctura Bezark, Martins & Santos-Silva, 2013
- Odontocera clara Bates, 1873
- Odontocera colon (Bates, 1870)
- Odontocera compressipes White, 1855
- Odontocera cylindrica Audinet-Serville, 1834
- Odontocera darlingtoni Fisher, 1930
- Odontocera dice Newman, 1841
- Odontocera dispar Bates, 1870
- Odontocera elllanocarti Wappes & Santos-Silva, 2019
- Odontocera fasciata (Olivier, 1800)
- Odontocera furcifera Bates, 1870
- Odontocera fuscicornis Bates, 1885
- Odontocera galileoae Wappes & Santos-Silva, 2017
- Odontocera globicollis Zajciw, 1971
- Odontocera hilaris Bates, 1873
- Odontocera hirundipennis Zajciw, 1962
- Odontocera javieri Tavakilian & Peñaherrera, 2003
- Odontocera leucothea Bates, 1873
- Odontocera limula Bezark, Martins & Santos-Silva, 2013
- Odontocera lineatocollis Melzer, 1935
- Odontocera longipennis Zajciw, 1962
- Odontocera magnifica Bezark & Santos-Silva, 2017
- Odontocera malleri Melzer, 1935
- Odontocera margaritacea (Fabricius, 1801)
- Odontocera mellea White, 1855
- Odontocera meridiana Fisher, 1953
- Odontocera molorchoides (White, 1855)
- Odontocera mthomasi Wappes & Santos-Silva, 2017
- Odontocera nigriclavis Bates, 1873
- Odontocera nigroaurantia Pérez-Flores & Santos-Silva, 2022
- Odontocera nigrovittata Tavakilian & Peñaherrera, 2003
- Odontocera ochracea Monné & Magno, 1988
- Odontocera ornaticollis Bates, 1870
- Odontocera parallela White, 1855
- Odontocera petiolata Bates, 1873
- Odontocera poecilopoda White, 1855
- Odontocera punctata (Klug, 1825)
- Odontocera quiinaphila Peñaherrera & Tavakilian, 2003
- Odontocera sabatieri Tavakilian & Peñaherrera, 2003
- Odontocera scabricollis Melzer, 1935
- Odontocera signatipennis Zajciw, 1971
- Odontocera simplex White, 1855
- Odontocera skelleyi Wappes & Santos-Silva, 2017
- Odontocera solangeae Magno, 2001
- Odontocera stangei Wappes & Santos-Silva, 2017
- Odontocera subtilis Monné & Magno, 1988
- Odontocera tibialis Zajciw, 1971
- Odontocera tridentifera Gounelle, 1913
- Odontocera triliturata Bates, 1870
- Odontocera triplaris Fisher, 1930
- Odontocera triplehorni Wappes & Santos-Silva, 2015
- Odontocera trisignata Gounelle, 1911
- Odontocera tuberculata Zajciw, 1967
- Odontocera tumidicollis Zajciw, 1965
- Odontocera villosa Monné & Magno, 1988
- Odontocera vittipennis Bates, 1873
- Odontocera zeteki Fisher, 1930
- Odontocera zikani Melzer, 1927